# Адалари
Адала́ри (крим. Adalar) — іноді називають «Білі скелі» і «Скелі-близнюки»; кримськотатарська назва означає «острови») — два невеликих скелястих острови в Чорному морі поблизу Гурзуфа.

## Опис
Острови розташовані за 250 м від берега, кожний розміром 20-30  метрів, висотою — 35 і 48 метрів, відстань між ними 40 м. Глибина моря біля островів 14-38 метрів.
Протока між скелями і берегом — 200 м. Ці скелі складені тими ж породами, що й Головна гряда Кримських гір. Над Гурзуфом чітко видно величезне зниження — «гурзуфське сідло». Саме з нього, як твердять науковці, «випали» скелі Адалари, гігантський Червоний камінь (Кизил-Таш) — він зупинився вище траси, у центрі Гурзуфу — скельні накопичення гори Болгатура, а над морем могутньо піднімається Дженувез-Кая з руїнами генуезької фортеці. 8 бальний землетрус у Криму 1927 р., зруйнував частину ближньої скелі.
Адалари — символ Гурзуфа і Південного берега Криму.
Скелі Адалари — популярне місце паломництва для любителів підводного плавання, оскільки у цьому місці великою є імовірність знаходження уламків кераміки, якорів і фрагментів суден та вантажів кораблів, які у минулому потерпіли аварію поблизу скель.

## Дослідження
Район біля Адалар був досліджений в 1996 році кримським краєзнавцем А. В. Фроловим і центром підводної археології Київського національного університету ім. Т. Г. Шевченка. Під час досліджень був знайдений цікавий археологічний матеріал, який свідчить про численні корабельні катастрофи у цьому регіоні. Знайдено було 14 типів амфор античного і середньовічного періодів, які зараз зберігаються у Київському краєзнавчому музеї. Вивчаючи твір Гомера, А. Фролов впізнав в описах поета — Гурзуфську бухту, довколишні гори, гроти і скелі Адалари, які описані в «Одіссеї» як «бродячі».